# France Cayouette
France Cayouette (7 décembre 1960) est une écrivaine québécoise et une enseignante au Cégep de la Gaspésie et des Îles.

## Biographie
France Cayouette est née le 7 décembre 1960. Elle enseigne la littérature et la création littéraire au Cégep de la Gaspésie et des Îles. Cofondatrice du Regroupement des auteures et auteurs de la Gaspésie, elle anime aussi les ateliers d’écriture La page bleue. Elle privilégie les genres brefs qui permettent la simplicité et le dépouillement, particulièrement le haïku. Dans ses temps libres, elle pratique le tai-chi, pratique orientée vers la lenteur, la grâce et l’harmonie, qualités qu’elle associe également au haïku.
En 2007, elle publie un premier recueil de haïkus aux Éditions David, intitulé La lenteur au bout de l’aile. Puis, paraît son premier recueil de poésie, Jolie vente de débarras, aux Éditions du Noroît en 2008. En 2009, elle récidive avec un deuxième recueil de haïkus aux Éditions David, Verser la lumière. De plus, elle a collaboré à quelques collectifs de haïkus et à plusieurs revues littéraires. C’est en 2014 que parait son deuxième recueil de poésie, toujours édité chez Le Noroît, intitulé Voix indigènes. Cette dernière œuvre a été coéditée avec la maison d’éditions belges L’arbre à parole. Elle publiera en 2021 Doublure du monde.
En 2019, elle écrit un roman jeunesse en collaboration avec des enfants de Carleton-sur-Mer grâce à une bourse conjointe de cette municipalité et du CALQ. Dans le cadre de ce projet, France Cayouette, parrainée par la spécialiste de la littérature jeunesse, Christiane Duchesne, a créé une histoire « grâce à la collaboration et aux idées soumises par ses jeunes complices de l'école Bourg. » Cette initiative donnera naissance à Ada et la sandale de mer, une histoire qui explorera les thèmes de l'ouverture à l'autre, de la beauté, de la fantaisie, de l'environnement, etc..
En 2020, elle collabore avec l'artiste Esther Thériault dans une exposition de haigas nommée Encrer l'instant (encres d'Esther Thériault et haïkus de France Cayouette). Cette exposition s'est déroulée au Musée acadien du Québec à Bonaventure, ainsi qu'à la galerie de La Vieille Usine de L'Anse-à-Beaufils.
Elle a participé à plusieurs collectifs tels que Femmes rapaillées chez Mémoire d'encrier, et Ce qui existe entre nous chez les Éditions du passage.
Dans sa poésie, elle exploite les thèmes de la fragilité humaine, du rapport à l'autre, et du dialogue avec l'environnement.
Elle donne également des ateliers à tous les niveaux scolaires, qui ont pour but de démystifier le processus de création qui a souvent la réputation d'être difficile d'accès.

## Œuvre

### Poésie
- Jolie vente de débarras, Montréal, Éditions du Noroît, 2008, 69 p.  (ISBN 9782890186279)
- Voix indigènes, Montréal, Éditions du Noroît ; Amay, L'arbre à paroles, 2014, 94 p.  (ISBN 9782890188037)
- Doublure du monde , Montréal, Éditions du Noroît, 2021, 78 p.  (ISBN 9782897663155)

### Haïku
- La lenteur au bout de l’aile, Ottawa, Éditions David, 200,7 79 p.  (ISBN 9782895970736)
- Verser la lumière, Ottawa, Éditions David, 2009, 92 p.  (ISBN 9782895971184)
- Musique du moindre bruit (avec Dominique Chipot), Paris, Éditions Pippa, 2018, 79 p.  (ISBN 9782376790136)

### Participation à des collectifs
- Femmes rapaillées, Montréal, Mémoire d'encrier, 2016, 235 p.  (ISBN 9782897123697)
- Ce qui existe entre nous, Montréal, Éditions du passage, 2018, 174 p.  (ISBN 9782924397473)

## Prix et honneurs
Finaliste pour le Prix du CALQ — Œuvre de l'année en Gaspésie.